# Orjansaari
Orjansaari är en halvö i Finland.   Den ligger i kommunen Euraåminne i landskapet Satakunta, i den sydvästra delen av landet, 220 km nordväst om huvudstaden Helsingfors.